# Пассеки
Па́ссек — русский дворянский род.
Род внесён в родословные книги Смоленской и Харьковской губерний.

## Происхождение и история рода
Род Пассеков (герба Долива) относился к смоленской шляхте. Род имел чешское происхождение, родоначальник его переселился из Богемии в Великое княжество литовское, где был наделён поместьями в окрестностях Смоленска. После взятия Смоленска русскими войсками в 1654 году, в ходе русско-польской войны 1654—1667 годов, 600 смоленских шляхтичей присягнули на верность царю Алексею Михайловичу. Вопреки устоявшемуся в литературе мифу, род Пассеков не был украинским и не принадлежал к казачьей старшине.
Данила Иванович Пассек был среди 600 присягнувших шляхтичей. Его супругой была София Ивановна, урождённая княжна Друцкая-Соколинская. Их внук — Богдан Иванович Пассек был судьёй малороссийского генерального суда и белгородским вице-губернатором.
- Пассек, Богдан Иванович (1689—1757) — Белгородский вице-губернатор.
  - Пассек, Василий Богданович (1730—1778) — подполковник.
    - Пассек, Василий Васильевич (1772—1831) — автор мемуаров.
      - Пассек, Диомид Васильевич (1808?—1845) — генерал-майор, герой Кавказской войны.
      - Пассек, Вадим Васильевич (1808—1842) — писатель, историк и этнограф. Его жена — Пассек, Татьяна Петровна (урождённая Кучина; 1810—1889) — автор мемуаров; тётка Герцена, который называл её «корчевской кузиной» по месту её рождения в деревне Новоселье Корчевского уезда Тверской губернии, автор воспоминаний «Из дальних лет».
        - Пассек Владимир Вадимович (1854—?)
          - Пассек, Сергей Владимирович — чиновник Министерства финансов.
            - Пассек, Татьяна Сергеевна (1903—1968) — археолог.

      - Пассек, Василий Васильевич (1816—1864) — историк.
      - Пассек, Помпей Васильевич (1817 — после 1860) — статский советник.
        - Пассек, Николай Помпеевич (1850—1914) — действительный статский советник, чиновник МИД.

      - Вячеслав Васильевич Пассек (1819—1877)
        - Пассек, Евгений Вячеславович (1860—1912) — юрист, ректор Юрьевского университета.
          - Грабарь-Пассек, Мария Евгеньевна (1893—1975) — филолог и переводчик античной литературы.

      - Пассек, Богдан Васильевич (1822 — после 1876) — русский государственный деятель.
        - Пассек, Василий Богданович (1854—1888) — дипломат.
        - Пассек, Николай Богданович (1855—?) — инженер путей сообщения.

  - Пассек, Пётр Богданович (1736—1804) — генерал-аншеф.
    - Пассек, Пётр Петрович (1779—1825) — генерал-майор, член «Союза благоденствия».